# Barylypa prolata
Barylypa prolata är en stekelart som beskrevs av Dasch 1984. Barylypa prolata ingår i släktet Barylypa och familjen brokparasitsteklar. Inga underarter finns listade.